# Gamba Ósaka
Gamba Ósaka (japonsky ガンバ大阪) je japonský fotbalový klub z města Ósaka hrající v J1 League. Klub byl založen v roce 1980 pod názvem Macušita Electric SC. Když roku 1992 vznikla profesionální J.League, klub se přejmenoval na Gamba Ósaka. Svá domácí utkání hraje na Panasonic Stadium Suita.

## Úspěchy
- Liga mistrů AFC: 2008
- J1 League: 2005, 2014
- J.League Cup: 2007, 2014
- Císařský pohár: 1990, 2008, 2009, 2014, 2015

## Významní hráči
- Cunejasu Mijamoto
- Džun’iči Inamoto
- Masaši Óguro
- Satoši Jamaguči
- Jasuhito Endó
- Tomokazu Mjódžin
- Akira Kadži
- Takaši Usami
- Jasujuki Konno
- Masaaki Higašiguči
- Jósuke Ideguči
- Sergej Alejnikov
- Magno Alves
- Patrick M’Boma
- Hans Gillhaus
- Francisco Arce
- Piotr Świerczewski
- Achrik Cveiba
- Amir Karić
- Oleh Protasov